# Belgranodeutsch
Belgranodeutsch (též Belgrano-Deutsch) je smíšený makarónový jazyk, kterým se mluví v Argentině ve městě Buenos Aires (zvláště ve čtvrti Belgrano). Jedná se o mix němčiny a španělštiny. Mluví jím německé emigrantské komunity. Dá se srovnat s jazykem spanglish, kterým se mluví v USA, jedná se o mix angličtiny a španělštiny.

## Ukázka belgranodeutsch
| Belgranodeutsch               | Německy                              | Španělsky                               | Česky                     |
| ----------------------------- | ------------------------------------ | --------------------------------------- | ------------------------- |
| Leihst du mir mal deine goma? | Leihst du mir mal deine radiergummi? | ¿Me prestas el borrador/goma de borrar? | Mohu si půjčit tvou gumu? |
| Traducierst du das mal?       | Übersetzen du das mal?               | ¿Puedes traducir esto?                  | Mohl bys to přeložit?     |
| Das ist ein asco.             | Das ist ekelhaft.                    | Esto es asqueroso.                      | To je nechutné.           |
| Lechen                        | Milch                                | Leche                                   | Mléko                     |